# Fabronia motelayi
Fabronia motelayi är en bladmossart som beskrevs av Ferdinand François Gabriel Renauld och Jules Cardot 1898. Fabronia motelayi ingår i släktet Fabronia och familjen Fabroniaceae. Inga underarter finns listade i Catalogue of Life.